# Paullinia firma
Paullinia firma är en kinesträdsväxtart som beskrevs av L. Radlk.. Paullinia firma ingår i släktet Paullinia och familjen kinesträdsväxter. Inga underarter finns listade i Catalogue of Life.